# Rosa e lacrime
Rosa e lacrime è un singolo del cantautore italiano Gigi D'Alessio, pubblicato il 9 maggio 2025.

## Descrizione
Il brano, scritto dallo stesso cantautore con Vincenzo D'Agostino, è prodotto da Kekko D'Alessio e Max D'Ambra.

## Video musicale
Il video musicale, diretto da Shake Plastik Dreamer e coreografato da Laccio, è stato pubblicato in concomitanza all'uscita del brano attraverso il canale YouTube del cantautore e ha visto la partecipazione di Alvise Rigo ed Elena D'Amario.

## Tracce
Testi di Luigi D'Alessio e Vincenzo D'Agostino, musiche di Luigi D'Alessio.
1. Rosa e lacrime – 3:36